# NGC 6446
NGC 6446 је спирална галаксија у сазвежђу Херкул која се налази на NGC листи објеката дубоког неба.
Деклинација објекта је + 35° 34' 10" а ректасцензија 17h 46m 7,5s. Привидна величина (магнитуда) објекта NGC 6446 износи 15,2 а фотографска магнитуда 16,0. NGC 6446 је још познат и под ознакама MCG 6-39-18, CGCG 199-18, ARAK 528, KCPG 523A, PGC 60825.